# Kai Bumann
Kai Bumann (* 16. August 1961 in Berlin; † 2. Juni 2022 in Nowy Targ) war ein deutscher Dirigent.

## Werdegang
Kai Bumann studierte an der Hochschule der Künste Berlin und war anschließend als Korrepetitor ab 1986 in Trier und ab 1988 in Freiburg tätig. 1989 wurde er 1. Kapellmeister am Landestheater Detmold und übernahm 1992/93 die Position des kommissarischen Generalmusikdirektors. 1996/97 wirkte er als 1. Kapellmeister am Hessischen Staatstheater Wiesbaden.
Bereits früh pflegte er eine intensive Konzerttätigkeit in Polen, verbunden mit regelmäßigen Auftritten in zahlreichen großen Städten. 1997 wurde er zum Chefdirigenten der Staatsoper Krakau ernannt. 1998 folgte sein Debüt an der Deutschen Oper Berlin. Im selben Jahr wurde er Dirigent und künstlerischer Leiter des Schweizer Jugend-Sinfonie-Orchesters.
Bumann übernahm von 2003 bis 2013 die musikalische Leitung der Warschauer Kammeroper und leitete zudem von 2008 bis 2012 als Chefdirigent und künstlerischer Direktor die Baltische Philharmonie in Danzig. Von 2013 bis 2016 war er erster Gastdirigent der Philharmonie Łódź.
Ab Beginn der Saison 2015/16 war er Chefdirigent der beiden Orchester der Philharmonie von Bromberg und unterrichtete außerdem als Professor für Dirigieren an der Musikakademie Danzig.
Befreundet mit vielen Vertretern des polnischen Kulturlebens, leitete er u. a. die Uraufführung von Krzysztof Pendereckis Lacrimosa No. 2, eines der letzten vollendeten Werke des Komponisten.
Kai Bumann starb unerwartet am Morgen des 2. Juni 2022 im Alter von 60 Jahren.

## Auszeichnungen
- 1994: 2. Preis beim internationalen Dirigentenwettbewerb Concours de Genève (CIEM)[3]

## Diskografie (Auswahl)
- 2006: Béla Bartók, Bratschenkonzert, Peter Mieg, Triple concerto dans le gôut italien, Antonín Dvořák, 8. Sinfonie; Lea Boesch (Viola), Schweizer Jugend-Sinfonie-Orchester
- 2008: Feliks Janiewicz, Violinkonzerte Nr. 3 und 5; Zbigniew Pilch (Violine), Musicae Antiquae Collegium Varsoviense; TAKT PMC 057
- 2016: Gustav Mahler, 9. Sinfonie; Schweizer Jugend-Sinfonie-Orchester. (Konzertmitschnitt auf youtube)
- 2017: Przeboje 55-lecia (Werke von J. S. Bach und W. A. Mozart); Helena Bregar (Sopran), Tomasz Gluska (Trompete), Kammerorchester Capella Bydgostiensis; DUX 1427